# Zosterops gibbsi
Zosterops gibbsi là một loài chim trong họ Zosteropidae.